# Гардуш
Гарду́ш (фр. Gardouch, окс. Gardog) — коммуна во Франции, находится в регионе Юг — Пиренеи. Департамент — Верхняя Гаронна. Входит в состав кантона Вильфранш-де-Лораге. Округ коммуны — Тулуза.
Код INSEE коммуны — 31210.

## География
Коммуна расположена приблизительно в 610 км к югу от Парижа, в 31 км к юго-востоку от Тулузы.
На северо-востоке коммуны протекает река Эр-Мор и проходит Южный канал.

## Климат
Климат умеренно-океанический. Зима мягкая и снежная, весна характеризуется сильными дождями и грозами, лето сухое и жаркое, осень солнечная. Преобладают сильные юго-восточные и северо-западные ветры.

## Население
Население коммуны на 2010 год составляло 1312 человек.
| 1962 | 1968 | 1975 | 1982 | 1990 | 1999 | 2010 |
| ---- | ---- | ---- | ---- | ---- | ---- | ---- |
| 633  | 711  | 711  | 727  | 889  | 995  | 1312 |

## Администрация
| Период | Период | Фамилия        | Партия                  | Примечания                           |
| ------ | ------ | -------------- | ----------------------- | ------------------------------------ |
| 1989   | 2011   | Франсуа Фурнье | Социалистическая партия | 1-й вице-президент сообщества коммун |
| 2011   | 2020   | Оливье Гуэрра  | Социалистическая партия |                                      |

## Экономика
В 2010 году среди 839 человек трудоспособного возраста (15—64 лет) 658 были экономически активными, 181 — неактивными (показатель активности — 78,4 %, в 1999 году было 70,4 %). Из 658 активных жителей работали 615 человек (325 мужчин и 290 женщин), безработных были 43 (14 мужчин и 29 женщин). Среди 181 неактивных 63 человека были учениками или студентами, 70 — пенсионерами, 48 были неактивными по другим причинам.

## Достопримечательности
- Церковь Св. Мартина
- Акведук Вут через реку Эр-Мор (1688—1690 годы). Часть Южного канала. Исторический памятник с 1998 года[4]
- Шлюз, порт и дом смотрителя шлюза на Южном канале (XVIII век). Исторический памятник с 1998 года[5]